# Стоян Киркович
Стоян Кирков Киркович е изтъкнат български лекар и учен, професор в областта на вътрешната медицина, както и един от основоположниците на Медицинския факултет в София през 1918 г.

## Животопис
Роден е на 10 август 1875 г. в София в семейството на общественичката Рада Киркович и д-р Кирко Киркович, който е първият български лекар в града преди Освобождението. През 1900 г. Стоян Киркович завършва медицина във Виена, където по-късно (1904-1906) специализира вътрешни болести при известния проф. Едмунд фон Нойзер (Edmund von Neusser). След завръщането си в България е назначен за ординатор във Вътрешно отделение на Александровска болница, София. Участва в Първата световна война като запасен санитарен подпоручик, началник на 1-ва местна болница в Моравска военноинспекционна област. За отличия и заслуги през втория период на войната е награден с орден „Свети Александър“, IV степен. През 1920 г. Киркович е избран за доцент, а през 1927 г. - за професор. Той е първият директор на Катедрата по пропедевтика на вътрешните болести, която ръководи до пенсионирането си през 1947 г. Проф. Киркович е автор на множество научни книги, сред които и някои от първите български учебници и ръководства по вътрешни болести. За негово върхово постижение се приема книгата „Пропедевтика на вътрешните болести“, излязла от печат за пръв път през 1931 г. и претърпяла впоследствие седем издания. Учебникът е всеобщо признат за класически труд в българската медицинска книжнина.

## Памет
Днес името на проф. Киркович носи най-голямата болница в Стара Загора, по-рано Окръжна болница, както и улица в квартал „Дървеница“ в София (Карта).